# Eduardo Ferreira (futbolista)
Eduardo Soares Ferreira (Río de Janeiro, Brasil; 8 de octubre de 1983) es un futbolista brasileño nacionalizado ecuatoguineano. Juega como defensa y actualmente pertenece al CRB de la Serie C de Brasil.

## Trayectoria
Eduardo es oriundo de Río de Janeiro y su proceso formativo lo hizo en 2 grandes de Río Fluminense y Flamengo, luego pasó a Corinthians equipo con el que debutó profesionalmente en el calendario de 2004; aunque en 2002 y con tan solo 18 años tuvo la oportunidad de probar con América de Cali.
Luego de su periplo entre Rio y Sao Paulo fue transferido por Primavera en el año 2005 donde se mantuvo una temporada, en 2006 fue parte del Anapolina también de Brasil al año siguiente ficha en el Gremio Esportivo Anápolis brasilero y en ese mismo año da el salto a la Liga de Fútbol de Sudáfrica donde ha realizado la mayor parte de su carrera. en el Ajax Cape Town sudafricano (2007-2009) y el Mamelodi Sundowns hasta 2011, jugando en Sudáfrica fue escogido 2 veces como el ‘Mejor Zaguero’ del torneo; para 2012 es transferido al América de Cali de Colombia uno de los equipos más tradicionales de ese país y que deberá afrontar el duro torneo de ascenso.

## Selección nacional
Eduardo Ferreira obtuvo la nacionalidad de Guinea Ecuatorial en 2013 para jugar con la selección de ese país, pese a él -y sus familiares directos (padres y abuelos)- no haber nacido allí ni tampoco haber residido durante al menos dos años consecutivos, tal como está indicado en el artículo 16 de la normativa FIFA acerca de la elegibilidad de los futbolistas. Hizo su debut el 16 de noviembre en un partido amistoso ante España en Malabo, siendo derrotado el conjunto ecuatoguineano por 1-2, saliendo al campo para sustituir al camerunés Viera Ellong en el minuto 85. De esta manera, engrosa la larga lista de futbolistas brasileños y de otras latitudes que juegan para Guinea Ecuatorial sin haber cumplido con alguna de las condiciones impuestas por la FIFA.

## Clubes
| Club                      | País      | Año         |
| ------------------------- | --------- | ----------- |
| Corinthians               | Brasil    | 2004        |
| Primavera                 | Brasil    | 2005 - 2006 |
| Anapolina                 | Brasil    | 2006        |
| Gremio Esportivo Anápolis | Brasil    | 2007        |
| Ajax Cape Town            | Sudáfrica | 2007 - 2009 |
| Mamelodi Sundowns         | Sudáfrica | 2009 - 2011 |
| América de Cali           | Colombia  | 2012        |
| Ratchaburi F.C.           | Tailandia | 2012        |
| CRB                       | Brasil    | 2013        |
| Mpumalanga Black Aces     | Sudáfrica | 2013-       |

## Palmarés

### Campeonatos nacionales
| Título               | Club            | País     | Año  |
| -------------------- | --------------- | -------- | ---- |
| Primera B (Apertura) | América de Cali | Colombia | 2012 |